# Campos en Cordeville, en Auvers-sur-Oise
Chozas de Cordeville, en Auvers-sur-Oise (en francés, Chaumes de Cordeville à Auvers-sur-Oise) es un cuadro del pintor holandés Vincent van Gogh. Fue pintada en junio de 1890, por lo tanto, poco antes de su muerte, pues se disparó  (o le dispararon) en el pecho el 27 de julio, muriendo dos días después. Está pintada al óleo sobre tela con unas dimensiones de 72 cm x 91 cm. Se conserva en el Museo de Orsay de París, Francia.
Camille Pissarro sugirió a su amigo que marchase a Auvers-sur-Oise, un pueblo no muy lejos de París, para recuperarse después de la experiencia en el manicomio. Este es el primer cuadro que pintó después de su recuperación.
Se nota un uso particular de los colores fríos como los verdes, los azules y el violeta: los colores cálidos característicos de las obras precedentes son escasos. Los árboles y la hierba parecen movidos por un fuerte viento y las nubes recuerdan las formas de arremolinadas de La noche estrellada. La casa parece desaparecer en medio del verde dominante.